# Campionati europei di Formula Kite 2022
I Campionati europei di Formula Kite 2022 si sono svolti a Lepanto, in Grecia, dal 25 settembre al 2 ottobre 2022.

## Podi
| Evento                 | Oro            | Argento        | Bronzo           |
| Formula Kite Maschile  | Toni Vodisek   | Benoit Gomez   | Riccardo Pianosi |
| Formula Kite Femminile | Lauriane Nolot | Jessie Kampman | Gisela Pulido    |

## Medagliere
| Posiz. | Nazione  | Oro | Argento | Bronzo | Totale |
| ------ | -------- | --- | ------- | ------ | ------ |
| 1      | Francia  | 1   | 2       | 0      | 3      |
| 2      | Slovenia | 1   | 0       | 0      | 1      |
| 3      | Italia   | 0   | 0       | 1      | 1      |
| 3      | Spagna   | 0   | 0       | 1      | 1      |
| Totale | Totale   | 2   | 2       | 2      | 6      |